# Юньга (Пермский край)
Юньга — деревня в Кудымкарском районе Пермского края. Входила в состав Верх-Иньвенского сельского поселения. Располагается на левом берегу реки Кордъю западнее от города Кудымкара. Расстояние до районного центра составляет 38 км. По данным Всероссийской переписи населения 2010 года, в деревне проживало 95 человек (46 мужчин и 49 женщин).

## История
По данным на 1 июля 1963 года, в деревне проживало 219 человек. Населённый пункт входил в состав Самковского сельсовета.